# Anis des Gones

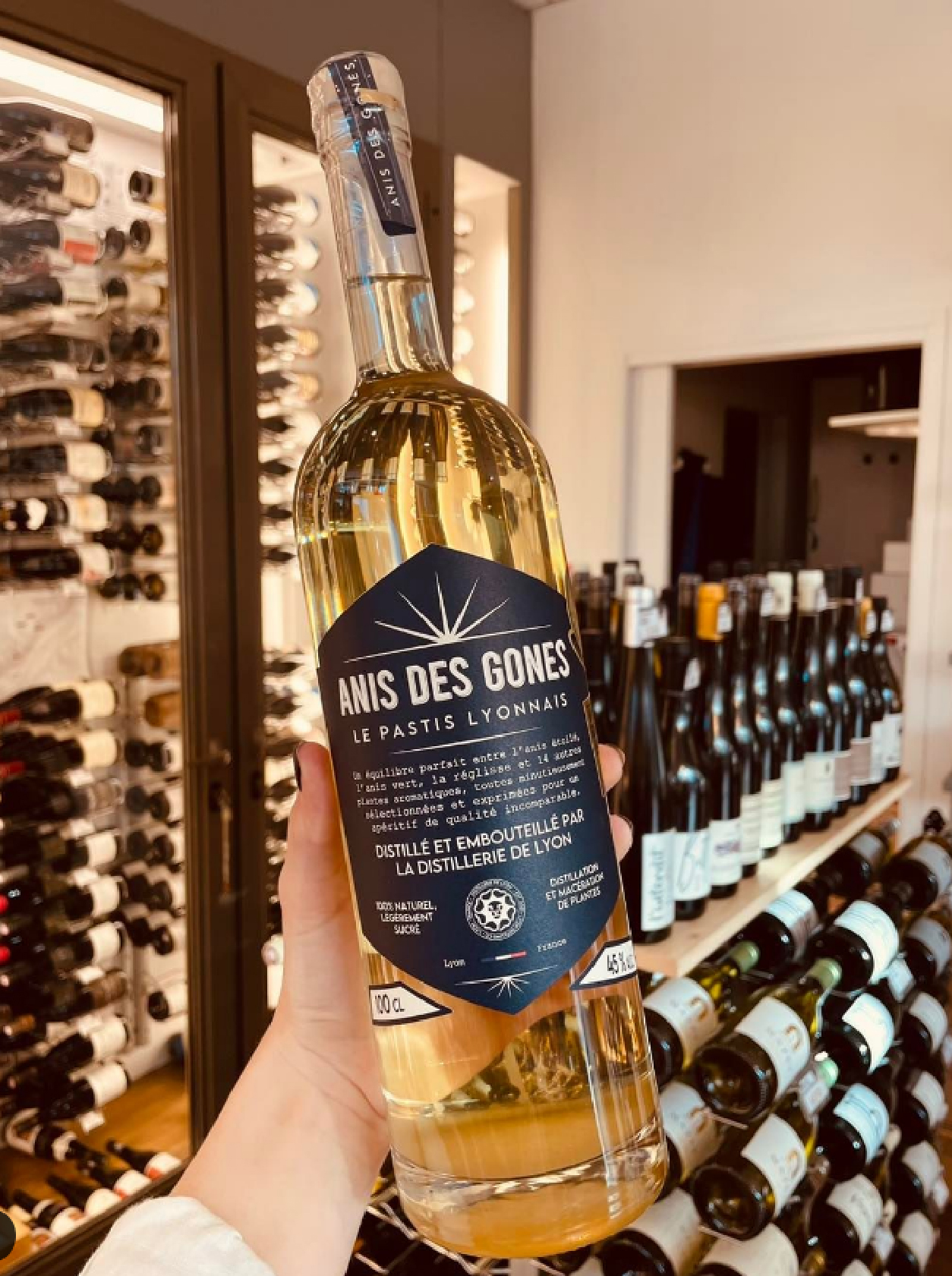
Une bouteille d'Anis des gones de 70 cl, chez un caviste Lyonnais.

L'Anis des Gones est une marque de pastis artisanal fabriqué dans le 8e arrondissement de la ville de Lyon, par la distillerie de Lyon, dans les critères du label " Fabriqué à Lyon ".

## Histoire
La marque a été créée en 2020, mais la recette finale a été arrêtée en août 2021,. Elle se fait surtout connaitre à l'été 2022 après avoir été récompensée dans des concours internationaux spécialisés, notamment les World Drinks Awards et le Concours mondial de Bruxelles s'offrant ainsi un buzz médiatique, la réputation du pastis étant en général attribuée à la ville de Marseille. En 2022, il est sacré meilleur pastis du monde.

## Déclinaisons
La première recette commercialisée est d'une couleur jaune pâle transparente avec une étiquette bleue, comprenant 17 plantes aromatiques distillées. Une autre version d'une couleur marron foncé avec une étiquette rouge, comprend cette fois 24 plantes. Parmi ces ingrédients, on retrouve l’Anis étoilé, l'anis vert, la racine de réglisse, la lavande ou encore le fenouil.

## Récompenses
- World Drinks Awards 2024 : Médaille d'or[5], Médaille d'Argent[6]
- Berlin International Spirits Competition 2023 : Médaille d'Or[7]
- World Drinks Awards 2023 : World's Best Pastis[8]
- World Drinks Awards 2022 : Médaille d'or[9]
- Concours mondial de Bruxelles 2022 : Grand médaille d'or, révélation de l'année[10]
- Concours général agricole 2023 : Médaille d'or [11]